# Acraea entebbia
Acraea entebbia är en fjärilsart som beskrevs av Eltringham 1911. Acraea entebbia ingår i släktet Acraea och familjen praktfjärilar. Inga underarter finns listade i Catalogue of Life.